# Куріпка червоноголова
Куріпка червоноголова (Haematortyx sanguiniceps) — вид куроподібних птахів родини фазанових. Ендемік Калімантану.

## Поширення
Вид є ендеміком Борнео, де мешкає в горах у північній і центральній частинах острова. Він зустрічається в нижніх гірських лісах, включаючи вересові ліси керангас, алювіальні ліси та ліси низької якості на піщаних ґрунтах. В основному його можна побачити на висоті 1000—1700 м, хоча було зареєстровано навіть на висоті 185 м і на висоті 3050 м.

## Опис
Яскравий вид куріпок, має середню довжину близько 25 см, а вага одного виміряного самця становила 330 г. Дорослі самці мають характерний зовнішній вигляд; голови, шия та груди разом із кінцевою частиною підхвістя багряно-червоні, тоді як решта тіла темно-чорнувата. Дзьоб від жовтого до жовтувато-білого, райдужна оболонка коричнева з жовтим орбітальним кільцем, а лапи сірі з одним-трьома тарзальними шпорами. Дорослі самиці мають подібне забарвлення, але відрізняються більш тьмяним і коричневим оперенням, більш помаранчево-червоним на голові та грудях, коричнево-чорним дзьобом і відсутністю шпор. Молоді особини більш тьмяні та мають багряний колір, обмежений верхньою частиною голови, з коричнево-помаранчевою головою, іржаво-червоними мітками на чорно-коричневих грудях і червоними кінчиками криючих крил.